# بیمارستان بامبیسانا
بیمارستان بامبیسانا (به انگلیسی: Bambisana Hospital) بیمارستانی عمومی در شهر کیپ شرقی کشور آفریقای جنوبی است و دارای ۱۲۳ تخت است.